# Suabia (región administrativa)
Suabia (en alemán: Schwaben, pronunciación: /ˈʃvaːbn̩/ⓘ) es una de las siete regiones administrativas en que está dividido el estado alemán de Baviera. 
Es parte de la región histórica de Suabia. Su capital es Augsburgo.
Suabia se encuentra al Sudoeste del Estado federal y limita con Baden-Württemberg, Franconia Media y Alta Baviera. Además tiene una frontera exterior con Austria, cuya frontera se encuentra abierta gracias al Acuerdo de Schengen.

## División administrativa
La región de Suabia está compuesta por cuatro ciudades-distrito (Kreisfreie Städte) y diez distritos rurales (Landkreise): 

### Ciudades-distrito

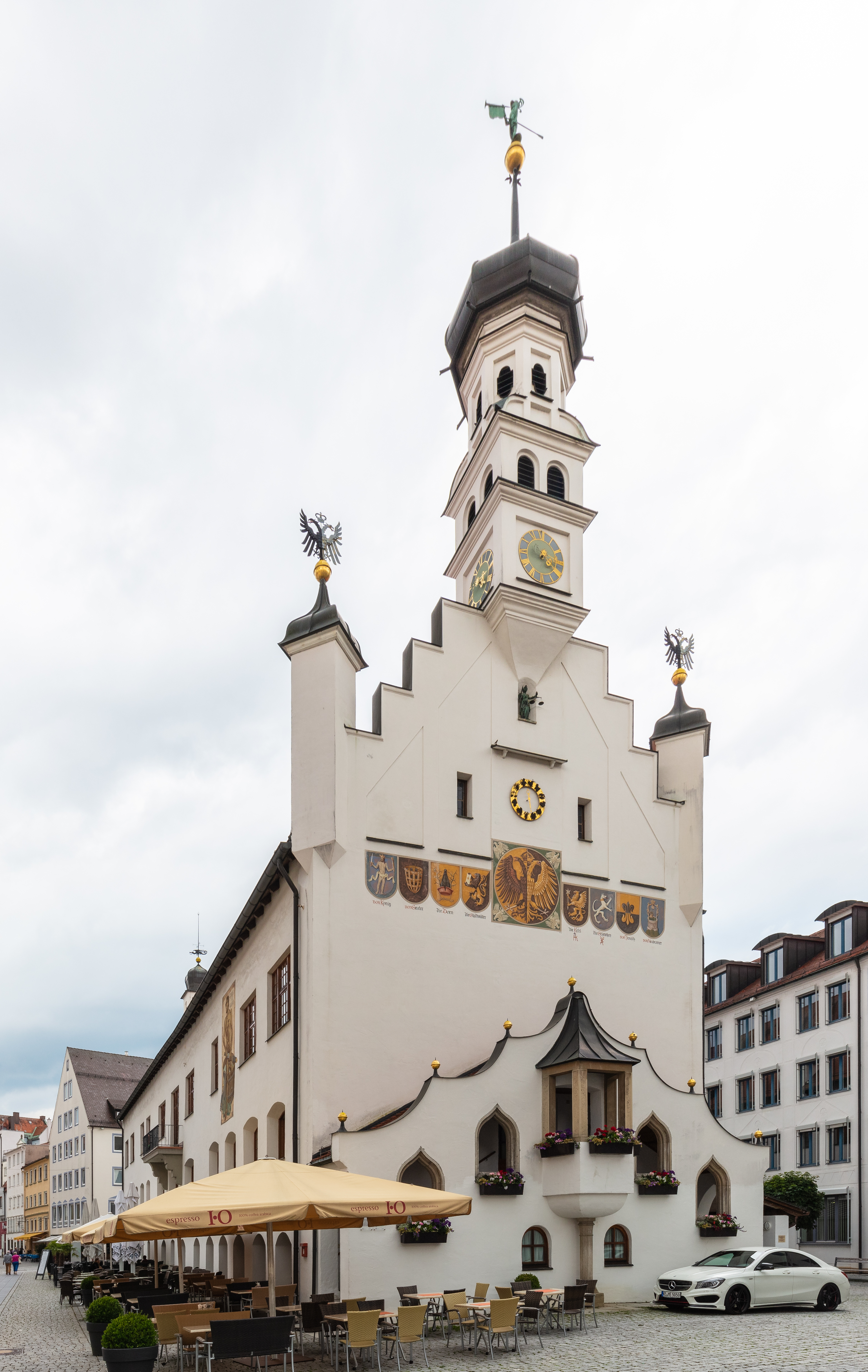
Ayuntamiento de Kempten.

- Augsburgo
- Kaufbeuren
- Kempten
- Memmingen

### Distritos rurales
| - Distrito de Aichach-Friedberg (Landkreis Aichach-Friedberg) - Distrito de Augsburg (Landkreis Augsburg) - Distrito de Dilinga (Landkreis Dillingen a. d. Donau) - Distrito de Danubio-Ries (Landkreis Donau-Ries) - Distrito de Gunzburgo (Landkreis Günzburg) | - Distrito de Lindau (Landkreis Lindau am Bodensee) - Distrito de Nuevo Ulm (Landkreis Neu-Ulm) - Distrito de Alta Algovia (Landkreis Oberallgäu) - Distrito de Algovia Oriental (Landkreis Ostallgäu) - Distrito de Baja Algovia (Landkreis Unterallgäu) |

## Geografía
El paisaje de la Suabia bávara queda en el sudoeste de Baviera y va desde el Ries en el Norte hasta la Algovia bávara en el Sur. 
| Paisajes - Algovia - Donauried - Lechfeld - Suabia Media - Suabia del Norte - Reserva natural Augsburgo-Westliche Wälder - Ries de Nördlingen - Alta Suabia - Schwäbisches Donaumoos | Ríos grandes - Brenz - Danubio - Egau - Günz - Iller - Kammel - Kessel - Lech - Mindel - Nau - Paar - Schmutter - Singold - Wertach - Wörnitz - Vils - Zusam | Lagos - Alatsee - Alpsee / Füssen - Alpsee / Immenstadt im Allgäu - Autobahnsee en la ciudad de Augsburgo - Bannwaldsee - Ilsesee en la ciudad de Augsburgo - Kuhsee en la ciudad de Augsburgo - Lago de Constanza - Forggensee - Grüntensee - Haslacher See - Hopfensee - Niedersonthofener See - Rottachsee - Schwansee - Stempflesee en la ciudad de Augsburgo - Weißensee |

## Historia
En 1803 fue formada la "Provincia Bávara de Suabia", cuya capital se encontraba en Ulm. En 1808 estos territorios se dividieron en tres distritos (Oberdonaukreis, Lechkreis, Illerkreis) y en 1817 fueron reunidos todos en el distrito Oberdonaukreis, cuya sede era Augsburgo. En 1837 fue renombrado como Distrito de Suabia y Neoburgo en honor al Ducado de Suabia, ya que el actual distrito conformaba los territorios del Este del antiguo ducado.

## Economía
La economía suaba consiste de cuatro ramas principales:
- Textiles
- Turismo
- Industria química
- Ingeniería industrial

## Transporte
| Autopistas - A 7 - A 8 - A 96 - A 980 Ferrocarril - Augsburgo–Aichach–Ingolstadt - Augsburgo–Buchloe–Memmingen–Lindau - Augsburgo–Geltendorf–Weilheim - Augsburgo–Núremberg - Donauwörth–Nördlingen–Aalen - Gunzburgo–Krumbach–Mindelheim - Kempten–Reutte–Garmisch-Partenkirchen - Múnich–Augsburgo–Ulm–Stuttgart - Múnich–Buchloe–Kempten–Lindau - Türkheim–Bad Wörishofen - Ulm–Gunzburgo –Donauwörth–Ratisbona - Ulm–Memmingen–Kempten–Oberstdorf | Caminos de bicicleta - Camino del Danubio (Donauradweg) - Camino del Lago de Constanza-lago Königsee 410 km - Calle romántica420 km - Tour des los 7-Schwaben 220 km - Camino del Río Iller 150 km - Camino de la Jura de Suabia–Altmühltal 90 km - Camino del valle del Río Günz 88 km - Camino del Kammeltal - Dampflokrunde 78 km - Via Danubia - Camino del Kneipp 56 km - Camino del Río Zusam 50 km - "Pantano y agua" ("Moor und Wasser") - Tour del Río Brenz ("Brenztour") - Westallgäuer Käsestraße 40 km - Circuito del Forggensee 32 km Senderismo - Camino en altura Río Lech: Augsburgo - Landsberg - Schongau - Füssen - Camino de senderismo suabo-algovia: Augsburgo - Sonthofen |

## Religión

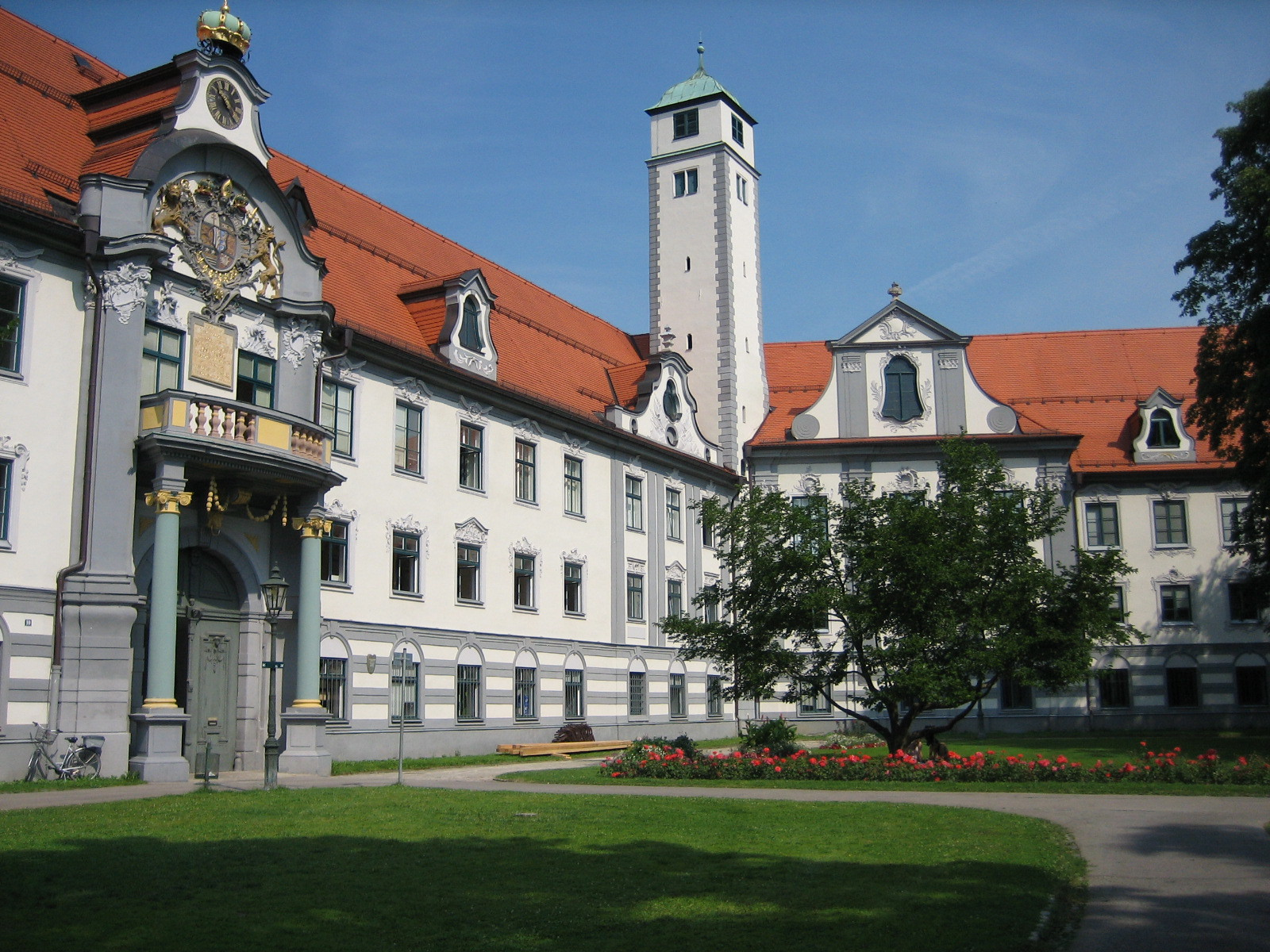
Sede del Gobierno Suebo en Augsburgo.

Suabia es mayoritariamente católica, aunque existe una minoría protestante, la cual se asienta más que nada en Ries, Ulm y Memmingen. Algovia es puramente católica. El Obispado de Augsburgo es el responsable de los católicos de la región. 
Además, en Augsburgo hay una comunidad judía y una musulmana debido a la alta cantidad de emigrantes turcos.

## Política
Suabia, como el resto de la Baviera pertenece al partido CSU. Los Presidentes de Suabia han sido: 
- Josef Fischer (CSU), 1958-1974
- Georg Simnacher (CSU), 1974-2003
- Jürgen Reichert (CSU), desde 2003

Sus vicepresidentes son Alfons Weber y Ursula Lax, los cuales pertenecen a su mismo partido.